# Prügelwiesen bei Wiesbaden in Breckenheim
Das Naturschutzgebiet Prügelwiesen bei Wiesbaden in Breckenheim liegt östlich des Wiesbadener Stadtteils Breckenheim im deutschen Bundesland Hessen.

## Naturschutz
Das 7,909 Hektar große Schutzgebiet der Prügelwiesen umfasst ein Tälchen mit Kalkflachmoor und Seggenried mit Davall-Seggen sowie Feucht- und Nasswiesen mit Streuobstbestand im Übergangsbereich der Naturräume Main-Taunusvorland und Vortaunus. Zweck ist, ihre Bedeutung für den Naturhaushalt, den Biotop- und Artenschutz und das Landschaftsbild zu erhalten und zu sichern. Um die artenreiche Grünlandlebensgemeinschaft zu schützen, soll das Gebiet extensiv landwirtschaftlich genutzt werden, Ackerland in Grünland umgewandelt werden und die Streuobstwiesen gepflegt werden.
Im Gebiet stehen stark gefährdete Farne aus der Gattung der Natternzungen, zudem leben dort Tiere wie der Kamelläufer (ein Laufkäfer) und die seltene Sumpfschrecke. An Davall-Seggen wurden 2015 noch 6 Stück nachgewiesen, der Bestand sei aber stark zurückgehend.
Der dem Quellsumpf entspringende Wasserlauf wird verrohrt und fließt in den Klingenbach, der über den Wickerbach in den Main entwässert.
Das Gebiet wird vom Forsthaus Chausseehaus von Hessen-Forst betreut.

## Name
Der Flurname Prügelwiese ist als „gein der Brulwysen“ im Jahr 1363 belegt und geht auf das Toponym Brühl zurück, ein altes Wort für Wiesen, Wald oder Feuchtgebiete.